# Língua biate
Biete ou Biate é uma das mais antigas línguas da Índia. Seus falantes, os Biate, estão dispersos pelo nordeste do país. A grande maioria deles se concentra nos distritos Dima Hasao (antigo Cachar Norte) e Cachar, em Assam e ainda nos distritos de Jaintia Hills Leste e Jaintia Hills Oeste de Meghalaya Há também bolsões de falantes da língua em Manipur, Mizoram e Tripura Conforme o censo de 2001 da Índia, havia cerca de 20 mil falantes somente em Jaintia Hills, Meghalaya.

## Geografia
Conforme Ethnologue, seus falantes estão em 
- distrito Aizawl, nordeste de Mizoram: nas vilas Darlawn, Ratu e New Vervek
- Assam: Dima Hasao e Cachar
- Manipur
- Meghalaya: East Jaintia Hills Leste e Oeste

## Amostra de texto
Pai Nosso
Kin Pa, rivâna mi, Ner ming rithiang marit om riseh; Ni ram zuang tlung riseh; Ni lungdo rivâna mîn an isin angkan rinênga mîn sin riseh. Vuansûna kin fâk rup ne peh roh. Kin chunga thonsualhei kin îzâ angkan, Kin thonsualhei ne zâ roh. Thlêmnaah ne ṭhui inlût non la, Mi Suala rithoka khan ne hoih roh.